# Šmohor, Koroška
Šmohor (tudi Trg, nemško Hermagor) je mesto z okoli 1.500 prebivalci, občinsko središče občine Šmohor - Preseško jezero (nem. Hermagor-Pressegger See) s približno 7.000 prebivalci in središče Okraja Šmohor na avstrijskem Koroškem. Staro mestno jedro leži na 602 m visoki terasi potoka Gosrinja v dolini reke Zilje. Šmohor je največje naselje v Ziljski dolini in pomembno križišče proti Višprijam v zgornjem toku Drave ter proti Lienzu. Šmohor je šolsko, prometno, upravno, politično kulturno in zaposlitveno središče  Zilje (Ziljske doline), najzahodnejša občina s slovenskim prebivalstvom in leži na skrajnem zahodnem robu slovenskega narodnostnega ozemlja.

## Zgodovina
Sedanja občina je bila, kot kažejo arheološke ugotovitve, naseljena že v pred-rimskih časih. Najstarejša znana odkritja na področju Šmohorja pripadajo tako imenovani kulturi žarnih grobišč v obdobju (1200-1800 pr. n. št.). To potrjujejo izkopanine iz Dol in Brda. V času kraljestva Norika, so v Višprijski dolini kopali železovo rudo in t. i. noriško železo izvažali v Sredozemlje. Okoli leta 15. n. št. so Rimljani zasedli območje sedanje občine.
V srednjem veku so območje kraja naselili Slovenci oziroma Slovani kot njihovi predniki, in bili sestavni del Karantanije. V starih listinah se prvič omenja leta 1169, ko se prvič omenja župnija Šmohor, katere zavetnik Sveti Mohor kaže na utemeljitelja tj. Oglej. Kraj je izkoristil ugodno lego na križišču med Višprijsko dolino in prehodom v Italijo, kar je botrovalo skorajšnjem razvoju trga. Kraj je prejel trške pravice leta 1288 in postal prestolnica Ziljske doline. Prvi naseljenci so se naselili na t. i. zgornjem trgu, kjer so zgradili tudi prvo cerkev in obrambni stolp, iz katerega se je pozneje razvil grad, ki pa je bil 1726 v požaru uničen. Trg Šmohor je leta 1562 dobil poseben tržni statut, od leta 1930 pa ima status mesta. Leta 1478 je bil Šmohor požgan od Turkov, 1480 so ga opustošili Madžari. Od 16. stoletja je Šmohor spadal pod gospostvo Ortenburg. V Ilirskih provincah je bil sedež kantona, 1813 so Avstrijci pri Šmohorju premagali Napoleona, na kar opozarja spomenik pri cerkvi. Mesto je od leta 1868 sedež okrajnega uprave in s tem središče okrožja. V času Avstro-ogrske monarhije je bil Šmohor sedež garnizije I. in II. bataljona cesarskega domobranskega pehotnega polka št.4. Leta 1894 pa je po Ziljski dolini stekla železnica.

## Arheologija
Pri urejanju okolice župnijske cerkve, ki stoji na griču, so leta 1904 našli več grobov iz 9. in 10. stol. Najdbe so shranjena v Deželnem muzeju v Celovcu. Najdeni predmeti spadajo v t. i. karantansko-ketlaško kulturo, ki je bila razširjena na ozemlju Alpskih Slovanov, tako da predmete povezujemo s Karantanijo.

## Pomembne osebe iz kraja
- Armin Assinger (* 1964), nekdanji avstrijski smučar,
- Roland Assinger (* 1973), nekdanji avstrijski smučar,
- Ingeborg Bachmann (1936–1937) dramatičarka, ki je med počitnicami preživljala obdobja pri starih starših v Gornji Beli
- Anton Dekan (* 1948), s psevdonimom Tony Dee, pisatelj in glasbenik,
- Jožef Grafenauer (de) (1824–1889), koroški slovenski izdelovalec orgel
- Franc Grafenauer (de) (1860–1935), poslanec Koroških Slovencev v Avstroogrskem (deželnem in državnem) parlamentu in izdelovalec orgel,
- Ivan Grafenauer literarni zgodovinar, prvi predsednik Instituta za slovensko etnologijo, član SAZU,
- Gerhard Lampersberg (1928–2002), skladatelj,
- Matija Majar Ziljski (Matthias Mayer) (1809–1892), duhovnik in slovenski narodni aktivist,
- Engelbert Obernosterer (* 1936), pisatelj,
- Ines Widmann (* 1904), pisateljica,
- Gabrijel Wutti (1887–1945), avtor spominov Pasje kvatre